# Triin Aljand
Triin Aljand (Tallin, URSS, 8 de julio de 1985) es una deportista estonia que compitió en natación. Su hermano Martti compitió en el mismo deporte.
Ganó una medalla de plata en el Campeonato Europeo de Natación de 2012 y cuatro medallas en el Campeonato Europeo de Natación en Piscina Corta entre los años 2010 y 2012.

## Palmarés internacional
| Campeonato Europeo                  | Campeonato Europeo       | Campeonato Europeo | Campeonato Europeo |
| Año                                 | Lugar                    | Medalla            | Prueba             |
| ----------------------------------- | ------------------------ | ------------------ | ------------------ |
| 2012                                | Debrecen (Hungría)       | Medalla de plata   | 50 m mariposa      |
| Campeonato Europeo en Piscina Corta |                          |                    |                    |
| Año                                 | Lugar                    | Medalla            | Prueba             |
| 2010                                | Eindhoven (Países Bajos) | Medalla de bronce  | 50 m mariposa      |
| 2011                                | Szczecin (Polonia)       | Medalla de plata   | 50 m mariposa      |
| 2011                                | Szczecin (Polonia)       | Medalla de bronce  | 50 m libre         |
| 2012                                | Chartres (Francia)       | Medalla de plata   | 50 m libre         |